# Hàm Ninh Công chúa
Hàm Ninh Công chúa (chữ Hán: 咸宁公主; 1385 – 27 tháng 7 năm 1440), không rõ tên thật, là hoàng nữ của Minh Thành Tổ Chu Đệ, hoàng đế thứ hai của nhà Minh.

## Cuộc đời
Hàm Ninh Công chúa sinh năm Hồng Vũ thứ 18 (1385), là hoàng nữ thứ tư của Minh Thành Tổ, mẹ là Nhân Hiếu Văn Hoàng hậu. Bà là con út của hoàng hậu, là em cùng mẹ với Minh Nhân Tông Cao Sí.
Vĩnh Lạc năm thứ nhất (1403), bà được vua cha phong là Hàm Ninh Công chúa (咸宁公主), gả cho Hầu tước tướng quân Tống Anh, con trai thứ ba của Tây Ninh hầu Tống Thạnh. Tống Anh còn một người anh thứ là phò mã Tống Hổ, là chồng của An Thành Công chúa (chị thứ ba của Hàm Ninh). Do phò mã Hổ bị cách tước nên tước Tây Ninh hầu được truyền lại cho phò mã Anh.
Tháng 6 năm Chính Thống thứ 5 (1440), công chúa Hàm Ninh qua đời, hưởng thọ 56 tuổi. Chính Thống thứ 14 (1449), trong lúc giao tranh với quân Ngõa Lạt của Dã Tiên, phò mã Anh tử trận, tặng Vận Quốc công, thụy Trung Thuận. Con trai của hai người là Tống Kiệt tập tước Hầu.